# 東日本旅客鉄道盛岡支社

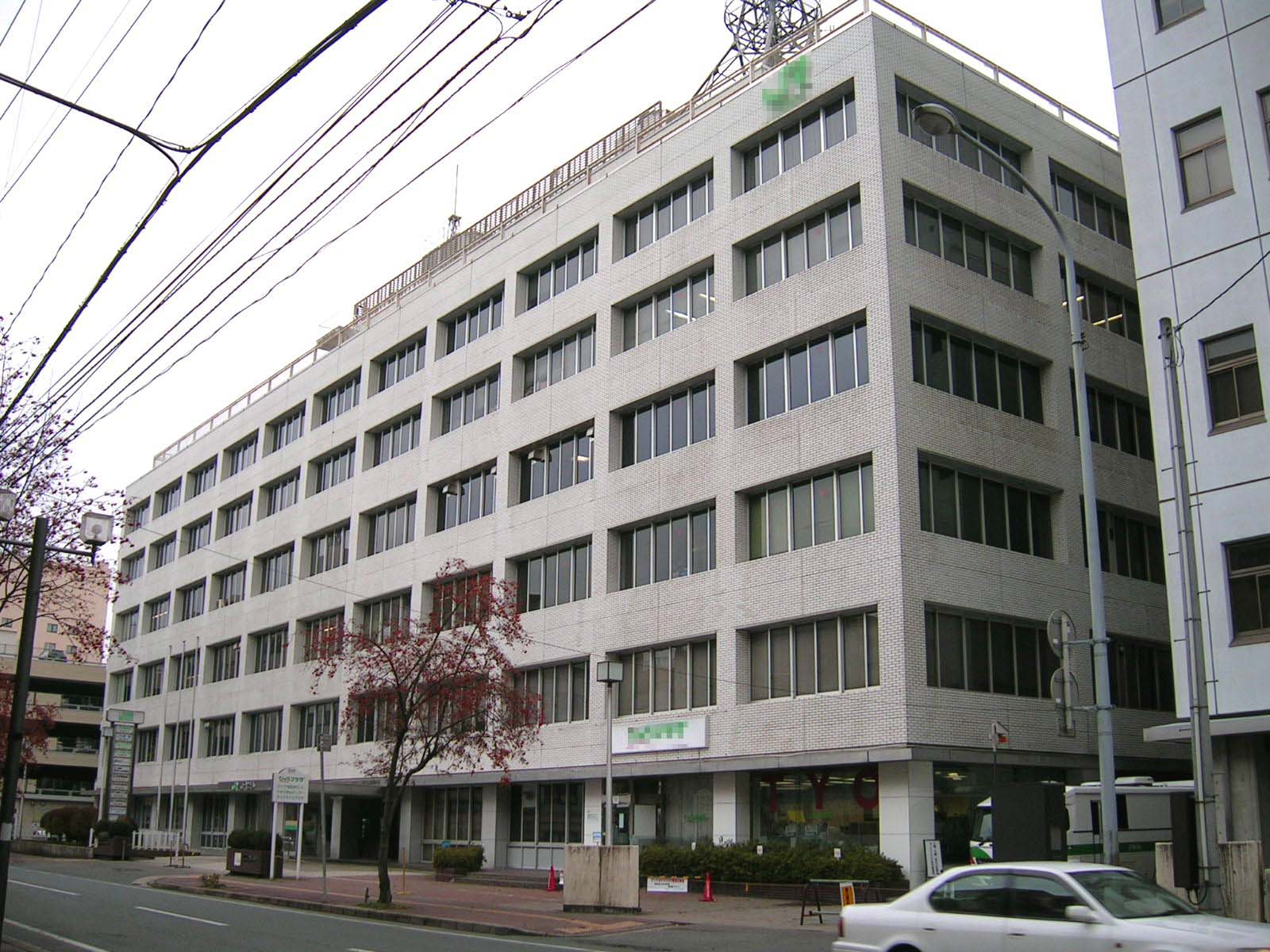
盛岡支社外観

東日本旅客鉄道盛岡支社（ひがしにほんりょかくてつどう もりおかししゃ）は、岩手県盛岡市にある東日本旅客鉄道（JR東日本）の地域支社。
2026年に組織改正により盛岡支社が廃止され、管轄の業務は盛岡・青森の各事業本部に移管される予定。

## 支社・支店所在地
- 所在地：岩手県盛岡市盛岡駅前通1-41
- 青森支店：青森県青森市柳川1-1-1

## 沿革

### 盛岡支社
- 1927年（昭和2年）2月1日 - 青森運輸事務所・仙台運輸事務所の一部を移管し、盛岡運輸事務所発足。
- 1942年（昭和17年）9月1日 - 仙台鉄道局盛岡管理部となる。
- 1950年（昭和25年）8月1日 - 日本国有鉄道盛岡鉄道管理局発足。
- 1952年（昭和27年）8月5日 - 青函鉄道管理局青森地区（東北線千曳 - 青森間、大湊線、津軽線）を編入。
- 1987年（昭和62年）4月1日 - 国鉄分割民営化により、東日本旅客鉄道 東北地域本社盛岡支店となる。
- 1988年（昭和63年）3月13日 - 北海道旅客鉄道（JR北海道）海峡線が開業、津軽海峡線として津軽線との直通運転を開始。東北本線の二枚橋駅を花巻空港駅に改称。花輪線の岩手松尾駅を松尾八幡平駅、龍ヶ森駅を安比高原駅に、それぞれ改称。
- 1990年（平成2年）4月1日 - 東日本旅客鉄道 盛岡支社に改称[2]。
- 1991年（平成3年）6月20日 - 北上線の陸中大石駅をゆだ錦秋湖駅、陸中川尻駅をほっとゆだ駅、岩手湯田駅をゆだ高原駅に、それぞれ改称。
- 1994年（平成6年）12月3日 - 山田線の浪板駅を浪板海岸駅に改称。
- 1995年（平成7年）12月1日 - 花輪線の湯瀬駅を湯瀬温泉駅、陸中花輪駅を鹿角花輪駅に、それぞれ改称。
- 1996年（平成8年）10月1日 - 北上線黒沢 - 矢美津間を秋田支社に移管[3]。
- 1997年（平成9年）3月22日 - 秋田新幹線開業。気仙沼線の大谷駅を大谷海岸駅に改称。
- 1998年（平成10年）3月14日 - 東北本線に紫波中央駅を新設。
- 2002年（平成14年）12月1日 - 東北新幹線盛岡 - 八戸間延伸開業。東北本線のうち盛岡 - 目時間をIGRいわて銀河鉄道、目時 - 八戸間を青い森鉄道に経営移管。新幹線延伸区間の沼宮内駅をいわて沼宮内駅に改称。また、八戸線の種差駅を種差海岸駅に改称。
- 2007年（平成19年）7月1日 - 秋田支社より奥羽本線新青森 - 青森間を移管。
- 2010年（平成22年）12月4日 - 東北新幹線八戸 - 新青森間延伸開業。東北本線のうち八戸 - 青森間を青い森鉄道に経営移管。
- 2011年（平成23年）3月11日 - 東日本大震災が発生。支社管内の路線で駅舎や線路の流出、列車の脱線などの大きな被害を受ける。
- 2014年（平成26年）4月1日 - 岩泉線が廃止。
- 2019年（平成31年）
  - 3月23日 - 山田線宮古 - 釜石間を三陸鉄道に経営移管。
  - 4月1日 - 新幹線統括本部の発足に伴い[4]、東北新幹線の運行・線路設備管理業務ならびに、盛岡新幹線車両センター（青森派出含む）、盛岡新幹線運輸区を同本部へ移管。
- 2020年（令和2年）
  - 4月1日 - 東日本大震災で不通となりBRTで代替されていた、気仙沼線柳津 - 気仙沼間と大船渡線気仙沼 - 盛間の鉄道事業を廃止。
  - 11月17日 - 支社公式サイトを閉鎖。
- 2022年(令和4年)
  - 1月14日 - 仙台支社を東北本部と改称し、盛岡支社を含む支社の一部機能を移転すると発表[5][6]。
- 2025年(令和7年)
  - 3月15日 - 東北本線の大半の無人駅に乗車駅証明書発行機を設置・ワンマン運転時にも車内発券機を常時停止状態にし、停車時に全扉開閉可とした。
- 2026年（令和8年）7月1日（予定） - 組織改正により盛岡支社が廃止され、同支社管内のうち二戸駅以南の区間を管轄する盛岡事業本部が発足[7]。

### 青森支店
- 1893年4月8日 - 鉄道庁青森出張所設置。
- 1913年4月8日 - 鉄道院東部鉄道管理局青森運輸事務所設置。
- 1942年9月9日 - 鉄道省仙台鉄道局青森管理部となる。
- 1950年8月1日 - 鉄道管理局制発足で青森管理部の鉄道管理業務を新設の青函鉄道管理局（函館）に編入。営業業務については青森地方営業事務所に分離。
- 1952年8月5日 - 旧青森管理部管内の鉄道管理業務を青函鉄道管理局から盛岡鉄道管理局に移管。地方営業事務所を鉄道管理局に統合。
- 1957年1月6日 - 盛岡鉄道管理局青森駐在部となる。
- 1960年8月1日 - 東北支社青森出張所となる。
- 1970年8月20日 - 仙台駐在理事室青森出張所となる。
- 1985年3月10日 - 盛岡鉄道管理局青森出張所となる。
- 1987年4月1日 - 東日本旅客鉄道 東北地域本社青森営業所事務所となる。
- 1988年4月1日 - 東日本旅客鉄道 東北地域本社青森支店となる。
- 1990年4月1日 - 東日本旅客鉄道 盛岡支社青森支店となる。
- 2022年3月12日 - 青森管理駅・青森地区センターと統合し発足した青森営業統括センターの傘下となる。青森支店長は青森営業統括センター所長（青森駅長）兼務に。
- 2026年7月1日（予定） - 組織改正により盛岡支社が廃止され、青森支店は同支社管内のうち八戸駅以北の青森県区間と八戸線全線を管轄する青森事業本部へと改組。同時に秋田支社管内のうち青森県内の各区間が移管される[7]。

## 管轄路線
岩手県全域、青森県の津軽地方を除く地域、宮城県の気仙沼地域を管轄しているほか、花輪線については秋田県内も含めたほぼ全区間を管轄する。
2021年（令和3年）3月31日時点で、合計724.3kmの在来線、316.3kmの新幹線、174の駅（好摩駅・野辺地駅・宮古駅を含むが、BRT区間の停留場は含まず）を管轄している。新幹線については2019年4月1日より発足した新幹線統括本部へ列車運行・線路設備管理業務を順次移管しているが、現在も元々の管轄区間が営業エリアとして位置づけられている。
- 青森県内の北海道新幹線は新青森駅を除きJR北海道函館支社の管轄。そのため、新青森駅の乗車人員には新幹線下り方面（新函館北斗方面）への乗車分は含まれない。
- 青森県内の奥羽本線の新青森駅以西及び五能線は秋田支社の管轄。

鉄道路線・バス路線
※ 支社境界が場内信号機などと一致する場合は該当停車場（駅・信号場など）を境界駅として扱うが、支社境界が閉塞区間上にある場合には境界線の内側の停車場を記載している。なお、◇が付いた路線は全線が管理区間内に入っている路線である。
| 路線名                     | 区間 | 駅数   | 備考                                                                            |
| -------------------------- | --- | ------ | ------------------------------------------------------------------------------- |
| 東北新幹線                 | （一ノ関駅・水沢江刺駅・北上駅・新花巻駅・盛岡駅 ・いわて沼宮内駅・二戸駅・八戸駅・七戸十和田駅・新青森駅） | 4 (10) | 左記10駅の駅運転・営業業務のみ担当 列車運行・線路設備管理は新幹線統括本部の管轄 |
| 東北本線                   | 油島駅 - 盛岡駅                                                                                             | 24     |                                                                                 |
| ◇大船渡線                  | 一ノ関駅 - 気仙沼駅                                                                                         | 13     |                                                                                 |
| 北上線                     | 北上駅 - ゆだ高原駅                                                                                         | 10     |                                                                                 |
| ◇釜石線                    | 花巻駅 - 釜石駅間                                                                                           | 23     |                                                                                 |
| 田沢湖線                   | 盛岡駅 - 赤渕駅 - 大地沢信号場                                                                              | 5      | 全区間で秋田新幹線列車も走行                                                    |
| 花輪線                     | 好摩駅 - 東大館駅                                                                                           | 26     |                                                                                 |
| ◇山田線                    | 盛岡駅 - 宮古駅                                                                                             | 15     |                                                                                 |
| ◇八戸線                    | 八戸駅 - 久慈駅                                                                                             | 24     |                                                                                 |
| ◇大湊線                    | 野辺地駅 - 大湊駅                                                                                           | 11     |                                                                                 |
| 奥羽本線                   | 新青森駅 - 青森駅間                                                                                         | 2      | 運転士・車掌は秋田支社所属                                                      |
| 奥羽本線                   | 新青森駅 - 東青森駅（貨物支線）                                                                             | 0      |                                                                                 |
| ◇津軽線                    | 青森駅 - 新中小国信号場 - 三厩駅                                                                            | 17     | 奥羽本線同様、運転士・車掌は秋田支社所属                                        |
| 一般乗合旅客自動車運送事業 | |        |                                                                                 |
| ◇大船渡線BRT               | 気仙沼駅 - 盛駅                                                                                             | 26     | 運行は岩手県交通とミヤコーバスに委託                                            |
| 気仙沼線BRT                | 本吉駅 - 気仙沼駅                                                                                           | 13     | 運行はミヤコーバスに委託                                                        |

駅数・支社境界についての注釈
1. ↑  カッコ内は在来線併設駅を含めた駅数。
2. ↑  石越駅との間の、岩手県と宮城県の県境北側の最初の踏切の付近（東京起点425.0km地点）が東北本部との境界となっている。なお、運行系統上の境界は一ノ関駅で、油島駅 - 一ノ関駅間は東北本部が列車運行を行う。
3. ↑  東北本線と接続する一ノ関駅は含まない。
4. ↑  黒沢駅との間の、岩手県と秋田県の県境付近が秋田支社との境界となっている。
5. ↑  東北本線と接続する北上駅は含まない。
6. ↑  東北本線と接続する花巻駅は含まない。
7. ↑  志度内信号場との間の、岩手県と秋田県の県境を跨ぐ仙岩トンネルに秋田支社との境界がある。
8. 1 2  東北本線と接続する盛岡駅は含まない。
9. ↑  好摩駅構内はIGRいわて銀河鉄道の管轄であるが、共同使用駅の扱いとしてJR盛岡支社管内の駅としても計上される。
10. ↑  大館駅との間の第2片山踏切（大館側最初の踏切）と長木川橋梁の間に秋田支社との境界がある。
11. ↑  宮古駅構内は三陸鉄道の管轄であるが、共同使用駅の扱いとしてJR盛岡支社管内の駅としても計上される。
12. ↑  在来線の八戸駅構内は青い森鉄道の管轄であるが、共同使用駅の扱いとしてJR盛岡支社管内の駅としても計上される。ただし新幹線の八戸駅はJR東日本の直轄。
13. ↑  野辺地駅構内は青い森鉄道の管轄であるが、共同使用駅の扱いとしてJR盛岡支社管内の駅としても計上される。
14. ↑  担当区所であるつがる運輸区が秋田支社傘下のため。
15. ↑  支線分岐駅である新青森駅、ならびに青い森鉄道線東青森駅ともに含まず、途中駅も存在しない。
16. ↑  海峡線が分岐する新中小国信号場は、津軽線の主本線部を除いてJR北海道函館支社の管轄である。なお、JR北海道との運賃計算上の境界は中小国駅である。
17. ↑  奥羽本線と接続する青森駅は含まない。
18. 1 2  鉄道併設駅を除いた停留場の数。
19. ↑  東日本大震災で当該区間が被災する以前は陸前小泉駅との間の区間の、本吉駅前谷地方の最初のトンネル出入口付近（前谷地起点51.0km地点）を仙台支社との境界としていた。

上記に北上線のほぼ全線（横手駅除く）、第三セクターに移管されて営業を続けているいわて銀河鉄道線・青い森鉄道線・三陸鉄道リアス線、廃止された岩泉線を加えると、旧盛岡鉄道管理局の管轄とほぼ一致する。なお、奥羽本線の青森県内区間は秋田鉄道管理局管内であった。

## 駅・乗務員区所

### 青森地区
- 青森営業統括センター - 青森駅、新青森駅
- 八戸統括センター - 八戸駅、七戸十和田駅、乗務ユニット

### 盛岡地区
- 盛岡統括センター - 盛岡駅、いわて沼宮内駅、二戸駅、乗務ユニット

### 一ノ関地区
- 一ノ関統括センター - 一ノ関駅、水沢江刺駅、北上駅、新花巻駅、釜石駅、乗務ユニット
- 気仙沼統括センター - 気仙沼駅

- 国鉄盛岡鉄道管理局時代は青森・八戸・盛岡・釜石・一ノ関に運輸長が配置されていたが、現在は地区駅長に名前を変え、青森・八戸・盛岡・北上・一ノ関の各駅長が兼務することになった。また、それぞれの地区に「地区指導センター」が設置された。「地区指導センター」は2019年11月1日付で「地区センター」へ名称変更。
- 青森地区駅長は2010年（平成22年）12月4日から2016年（平成28年）3月31日の間、新青森駅長兼務となっていた。なお、青森地区指導センターは2010年12月4日に青森駅近隣から新青森駅近隣へ移転したが、地区駅長が青森駅長兼務に戻った後もそのまま新青森に残されている。
- 2021年（令和3年）10月1日に地区の再編が行われ、八戸地区は青森地区、北上地区は一ノ関地区に編入された。それに伴い八戸地区センター、北上地区センターが廃止。八戸駅に青森地区センター八戸在勤、北上駅に一ノ関地区センター北上在勤が配置された。また八戸駅長は青森地区副駅長兼務、北上駅長は一ノ関地区副駅長兼務となった。
- 2002年（平成14年）12月1日に東北本線から移管された区間のうち、三戸駅・二戸駅・一戸駅の各管理駅は八戸地区、沼宮内駅・好摩駅の各管理駅は盛岡地区に所属していた。
- 2010年12月4日に東北本線から移管された区間のうち、三沢駅は八戸地区、野辺地駅は青森地区に所属していた。
- 2014年（平成26年）4月1日に廃止された岩泉線は全駅が茂市駅の管轄下であったが、有人駅は岩泉駅（簡易委託駅）のみであった。

## 営業所（廃止済）
- 大船渡線営業所（気仙沼駅）
  - 業務は気仙沼管理駅、盛管理駅、一ノ関運輸区および一ノ関保線技術センターに移管。
- 大湊線営業所（大湊駅）
  - 業務は大湊管理駅、八戸運輸区および青森保線技術センターに移管。
- 釜石線営業所（釜石駅）
  - 業務は釜石管理駅、遠野管理駅、盛岡運輸区釜石派出に移管。
- 気仙沼BRT営業所（気仙沼駅）
  - 設置当初は気仙沼線BRT営業所という名称で、本社復興企画部の所管であった。大船渡線BRT運行開始を機に現在の名称に変更し、後に盛岡支社へ移管された。現在は気仙沼統括センターBRT運行室となっている。

## 駅たびコンシェルジュ
- 駅たびコンシェルジュ盛岡（盛岡駅東口1階）
- 駅たびコンシェルジュ青森（青森駅）

すべての店舗がVTS（びゅうトラベルサービス→びゅうツーリズム＆セールス）運営。

## お問い合わせセンター
盛岡支社ではJR東日本のお問い合わせセンターを設置しており、駅・電話での列車案内・運行状況、忘れ物等の問い合わせに対応している。（JR東日本東北総合サービス受託）
- 盛岡お問い合わせセンター
- 青森お問い合わせセンター

## 設備保全区所

### 保線関係区所
- 盛岡保線技術センター
  - 鹿角花輪派出
  - 宮古派出
- 北上保線技術センター
  - 釜石派出
- 一ノ関保線技術センター
  - 気仙沼派出
- 青森保線技術センター
  - 八戸派出

### 電気関係区所
- 盛岡電力技術センター
  - 青森メンテナンスセンター
  - 八戸メンテナンスセンター
  - 盛岡メンテナンスセンター
  - 北上メンテナンスセンター
  - 一ノ関メンテナンスセンター
- 盛岡信号通信技術センター
  - 青森メンテナンスセンター
  - 八戸メンテナンスセンター
  - 盛岡メンテナンスセンター
  - 北上メンテナンスセンター
  - 一ノ関メンテナンスセンター

### その他の区所
- 盛岡土木技術センター
  - 青森派出
  - 宮古派出
  - 一ノ関派出
- 盛岡機械技術センター
  - 青森派出
- 盛岡建築技術センター
  - 青森派出

## 乗車人員ランキング

### 乗車人員ベスト20
2022年度、盛岡支社管内で一日平均の乗車人員が多かった20駅は下記の通り。
| 順位 | 駅名       | 一日平均 乗車人員 | 順位 | 駅名         | 一日平均 乗車人員 |
| ---- | ---------- | ----------------- | ---- | ------------ | ----------------- |
| 1    | 盛岡駅     | 14,610人          | 11   | 水沢駅       | 1,593人           |
| 2    | 青森駅     | 4,700人           | 12   | 紫波中央駅   | 1,268人           |
| 3    | 八戸駅     | 3,710人           | 13   | 村崎野駅     | 913人             |
| 4    | 一ノ関駅   | 3,562人           | 14   | 本八戸駅     | 908人             |
| 5    | 新青森駅   | 3,352人           | 15   | 石鳥谷駅     | 873人             |
| 6    | 北上駅     | 3,340人           | 16   | 水沢江刺駅   | 738人             |
| 7    | 花巻駅     | 2,952人           | 17   | 二戸駅       | 651人             |
| 8    | 矢幅駅     | 2,890人           | 18   | 新花巻駅     | 606人             |
| 9    | 岩手飯岡駅 | 2,047人           | 19   | 七戸十和田駅 | 592人             |
| 10   | 仙北町駅   | 1,616人           | 20   | 古館駅       | 579人             |

### 北東北県別乗車人員ベスト5
2023年度（令和5年度）、JR東日本盛岡支社および秋田支社管内に属する、北東北（青森県、岩手県、秋田県）の各県で一日平均の乗車人員が多かった5駅は下記の通り（第三セクターに移行された並行在来線は含まない）。
| 北東北1日平均乗車人員 | 北東北1日平均乗車人員 | 北東北1日平均乗車人員 | 北東北1日平均乗車人員 | 北東北1日平均乗車人員 |
| 県内 順位             | 県名                  | 県名                  | 県名                  |                       |
| 県内 順位             | 青森県                | 岩手県                | 秋田県                | 出典                  |
| --------------------- | --------------------- | --------------------- | --------------------- | --------------------- |
| 1                     | 青森駅                | 盛岡駅                | 秋田駅                | [ 10 ] [ 11 ]         |
| 1                     | 5,556                 | 16,102                | 9,830                 | [ 10 ] [ 11 ]         |
| 2                     | 新青森駅              | 一ノ関駅              | 大曲駅                | [ 10 ] [ 11 ]         |
| 2                     | 4,390                 | 3,915                 | 1,822                 | [ 10 ] [ 11 ]         |
| 3                     | 八戸駅                | 北上駅                | 土崎駅                | [ 10 ] [ 11 ]         |
| 3                     | 4,324                 | 3,668                 | 1,801                 | [ 10 ] [ 11 ]         |
| 4                     | 弘前駅                | 花巻駅                | 追分駅                | [ 10 ] [ 11 ]         |
| 4                     | 3,895                 | 3,004                 | 1,486                 | [ 10 ] [ 11 ]         |
| 5                     | 本八戸駅              | 矢幅駅                | 横手駅                | [ 10 ] [ 11 ]         |
| 5                     | 977                   | 2,990                 | 1,062                 | [ 10 ] [ 11 ]         |
| 計                    | 19,142                | 29,679                | 16,001                | [ 10 ] [ 11 ]         |

### 対東京年間輸送人員
JR東日本によると、北東北の各県庁所在地における2018年度（平成30年度）の対東京年間輸送人員は下記の通り。
| 2018年度（平成30年度） 北東北の対東京年間輸送人員（千人） | 2018年度（平成30年度） 北東北の対東京年間輸送人員（千人） | 2018年度（平成30年度） 北東北の対東京年間輸送人員（千人） | 2018年度（平成30年度） 北東北の対東京年間輸送人員（千人） | 2018年度（平成30年度） 北東北の対東京年間輸送人員（千人） |
| 区間                                                      | 新幹線                                                    | 航空機                                                    | 合計                                                      | 出典                                                      |
| --------------------------------------------------------- | --------------------------------------------------------- | --------------------------------------------------------- | --------------------------------------------------------- | --------------------------------------------------------- |
| 東京 - 青森                                               | 2,620                                                     | 748                                                       | 3,368                                                     | [ 13 ]                                                    |
| 東京 - 青森                                               | 78%                                                       | 22%                                                       | 100%                                                      | [ 13 ]                                                    |
| 東京 - 盛岡                                               | 2,621                                                     | -                                                         | 2,621                                                     | [ 13 ]                                                    |
| 東京 - 盛岡                                               | 100%                                                      | 0%                                                        | 100%                                                      | [ 13 ]                                                    |
| 東京 - 秋田                                               | 1,357                                                     | 972                                                       | 2,329                                                     | [ 13 ]                                                    |
| 東京 - 秋田                                               | 58%                                                       | 42%                                                       | 100%                                                      | [ 13 ]                                                    |

## キャラクター

### 新幹線トレインジャー
子供をターゲットにした新幹線をモチーフとした戦隊ヒーロー調のキャラクター。東北新幹線はやて1周年記念時にジェイアール東日本企画盛岡支店の音頭で登場。登場直後、テレビ東京系列のTVチャンピオンに出演した。盛岡支社管内ではそれなりに人気があり、実際、トレインジャーに会いに行くために家族･親子で列車に乗る乗客もいる。
創立時ははやて剛（E2系1000番台）、マックス勇山（E4系）、こまち美里（E3系）の3人構成であったが、間もなくNEWやまびこ（E2系、現・やまびこ太郎）が登場、その後こまち美里の従姉妹のこまちマコ（マコのほうが身長が低く、頭にリボンがついている）とやまびこ太郎の父親のやまびこハジメ（200系）も参加。2014年現在ではS（スーパー）こまちマコ（E6系）、2010年6月に登場のはやぶさ翔（E5系）、はやて剛の3名をメインメンバーとしてアトラクションショーなどのイベントを行っている。イベントは主に盛岡支社管内で行われるが、イベント列車での上京に合わせて首都圏のイベントに出演することもある。
着ぐるみは少なくとも初期型と後期型（頭部は共通）が存在し、ボディラインの色、ベルト、ブーツのデザインが異なる。また初期メンバーの3人は当初、銃や剣を所持しているのをポスターで見ることができる。はやてのみ実際にアトラクション時に帯刀していたこともある（2004年1月 - 9月）。
なお、他にイラストのみのキャラクターとして在来線列車をモチーフとした「きらミッチー→うみっちー（ジョイフルトレイン『き・ら・き・ら みちのく』→『リゾートうみねこ』）」・「ぐるさんた→ジョイケン（ジョイフルトレイン『Kenji』使用の臨時快速『ぐるっとさんりくトレイン』）」・「マルコポーロ（ジョイフルトレイン『ジパング』）」・「あすなろ兄弟下北&竜飛（ジョイフルトレイン『リゾートあすなろ』）」・「つがるん（E751系）」・「スタン本線（701系）」、安全運行の支障をモチーフとした悪役キャラの「ケムイジョー（喫煙）」・「フブッキー（吹雪）」・「ナマズおとこ（地震）」・「台風将軍（台風）」・「キセルスキー（不正乗車）」・「オキラレーン（寝坊・遅刻）」・「シャダーン（踏切事故）」・「ガンセッキー（置石）」も存在しており、2015年（平成27年）には公式サイト上のイラストの絵柄も初期のコミカルなタッチからリアルなタッチにリニューアルされている。
- 「トレインジャー」公式サイト

### 新幹線とりっぷナビゲーター
当支社のTwitter公式アカウント「新幹線とりっぷ」のナビゲーター役のキャラクターとして、2021年春よりE5系の色合いを施した新幹線情報を担当するハヤブサ「カンちゃん」を中心に、鉄道豆知識を担当するハト「豆さん」、ローカル線情報を担当するスズメ「すーちゃん」、観光・グルメ情報を担当するコザクラインコ「さくらちゃん」、イベント情報を担当する「ももちゃん」の5体が設定されている。

## 関連会社
- JR東日本東北総合サービス(本社・仙台市。旧・ジャスターを吸収合併して発足)
- 盛岡ターミナルビル
- JR盛岡鉄道サービス